# Downica
Downica (deutsch Adlig Landeck) ist eine Ortschaft in der  Gmina Złotów (Landgemeinde Flatow) im Powiat Złotowski  (Flatower Kreis) der polnischen Woiwodschaft Großpolen.

## Geographische Lage
Die Ortschaft liegt im Netzedistrikt in Westpreußen, an der Einmündung der Dobrinka (Debrzynka) in die Küddow (Gwda), etwa sieben Kilometer östlich der Stadt Ratzebuhr (Okonek).

## Geschichte

Adlig Landeck (Adl. Landeck), an der Einmündung der Dobrinka in die Küddow, südlicher Nachbarort von Landeck in Westpreußen, östlich der Stadt Ratzebuhr, auf einer historischen Landkarte des 19. Jahrhunderts

Das Dorf Adlig Landeck erhielt seinen Namen zur Unterscheidung von der benachbarten, aber bereits im Kreis Schlochau gelegenen damaligen Stadt Landeck, bei der die drei Landschaften Pommern, Pommerellen und Großpolen aneinandergrenzten.
Das Dorf mit einem großen Forstrevier hatte früher zur Herrschaft Radawnitz gehört; Besitzer der Domäne Landeck, zu der außer Adlig Landeck noch das Vorwerk Bergelau gehörte, war um 1864 ein Dr. Strousberg. Im 19. Jahrhundert unterstand die örtliche Gerichtsbarkeit dem Patrimonial-Kreisgericht Flatow.
Im Jahr 1896 befand sich der Forstgutsbezirk Adlig Landeck im Besitz des Fiskus und wurde von dem Administrator Godbersen verwaltet. Am 1. April 1927 betrug die Flächengröße des Forstbezirks Landeck 1669 Hektar, und 1925 wohnten in dem Forstrevier fünf Personen.
Um 1930 war das Gemeindegebiet von Adlig Landeck 20,2 Quadratkilometer groß. Innerhalb der Gemeindegrenze standen insgesamt 45 bewohnte Wohnhäuser an drei verschiedenen Wohnplätzen:
1. Adlig Landeck
2. Bergriege
3. Forsthaus Bischoffsheide

Adlig Landeck war bis 1945 eine Landgemeinde im Landkreis Flatow und Sitz eines Amtsbezirks. Mit dem Kreis Flatow gehörte die Gemeinde Radawnitz bis zum Inkrafttreten  des Versailler Vertrags 1920 nach dem Ersten Weltkrieg zur Provinz Westpreußen, danach zur Provinz Grenzmark Posen-Westpreußen und seit deren Auflösung im Rahmen der Verwaltungsreform vom 1. Oktober 1938 zur Provinz Pommern.
Gegen  Ende des Zweiten Weltkriegs wurde die Region Ende Januar/Anfang Februar 1945 von der Roten Armee besetzt. Kurz danach wurde Adlig Landeck zusammen mit ganz Hinterpommern seitens der sowjetischen Besatzungsmacht der Volksrepublik Polen zur Verwaltung überlassen. Das Dorf wurde unter dem Namen  Downica verwaltet. Soweit die einheimischen Dorfbewohner nicht geflohen waren, wurden sie in der Folgezeit von der polnischen Administration enteignet und über die Oder nach Westen vertrieben.

### Demographie
| Jahr | Einwohner | Anmerkungen |
| ---- | --------- | --- |
| 1783 | –         | adliges Dorf und Vorwerk, mit mehreren Tuch-Fabriken, an der Grenze zu Pommern, 24 Feuerstellen (Haushaltungen), in Westpreußen |
| 1818 | 250       | adliges Dorf, zur Herrschaft Radawnitz gehörig                                                                                  |
| 1852 | 406       | Dorf |
| 1864 | 570       | Dorf, darunter 550 Evangelische und 16 Katholiken                                                                               |
| 1885 | 375       | am 1. Dezember, darunter 373 Evangelische sowie eine katholische und eine jüdische Person                                       |
| 1910 | 338       | am 1. Dezember, davon 332 Evangelische und sechs Katholiken; keine Einwohner mit polnischer Muttersprache                       |
| 1925 | 290       | darunter 282 Evangelische und acht Katholiken                                                                                   |
| 1933 | 378       | [ 13 ] |
| 1939 | 350       | [ 13 ] |

## Kirche
Die Protestanten der hier bis 1945 anwesenden Dorfbevölkerung gehörten zur evangelischen Pfarrei Landeck.